# AMR 35
De AMR 35 of Renault ZT (Automitrailleuse de Reconnaissance Renault Modèle 35 Type ZT) is een lichte Franse tank uit de Tweede Wereldoorlog.
In 1933 begon Renault met een project om de AMR 33 te verbeteren door de motor van voren naar achteren te verplaatsen. In 1934 werd ook een versterkte ophanging aangebracht. Datzelfde jaar werd het verbeterde type als AMR 35 door de Franse Cavalerie uitgekozen om de AMR 33 te vervangen op de productielijn. Er zouden tweehonderd voertuigen door de Cavalerie besteld worden in drie orders en in vijf versies, waaronder twee typen met als hoofdbewapening machinegeweren, twee typen tankjagers en een commandotankversie. Later zouden er nog tien exemplaren van een radiocommunicatievoertuig besteld worden, de Renault YS, en minstens veertig exemplaren gebouwd worden van een versie voor de tropen, de ZT 4.
Door grote financiële en technische moeilijkheden zou het type pas vanaf 1936 geleverd worden. De AMR 35 bleek een mechanisch onbetrouwbaar voertuig; het was een van de snelste tanks van zijn tijd maar juist hierdoor werd zijn mechaniek overbelast. De hele eerste productieserie moest in 1937 teruggeroepen worden naar de fabriek voor herbouw. Er werd toen besloten geen verdere voertuigen te bestellen maar door allerlei organisatorische problemen zou de productie van sommige versies tot in 1940 uitlopen en die van de ZT 4 zelfs onderbroken worden door de Franse nederlaag.
Anders dan zijn naam suggereert, was de AMR 35 geen verkenningsvoertuig; hij moest als gevechtstank in een grote massa zwaardere tanks voorgaan in de strijd. Al snel werd hij daartoe te licht geacht en zijn rol beperkt tot vuurondersteuning van de gemechaniseerde infanterie. Zo vocht hij in mei 1940 tijdens de Slag om Frankrijk in de pantserdivisies en gemotoriseerde cavaleriedivisies. De Duitsers hebben voor de duur van de oorlog nog van enige, soms omgebouwde, buitgemaakte voertuigen dienst gemaakt.

## Ontwikkelingsgeschiedenis
Nog voordat de AMR 33 in juni 1934 na enorme vertragingen in productie ging, begon Renault aan een project om dit type te verbeteren. Hij bouwde hiervoor geen heel nieuw prototype maar hield twee van de prototypes van de AMR 33 apart en verbouwde die. Al midden februari 1934 zond hij er één, N° 79759, aan de commissie die de AMR 33 moest beoordelen. Het voertuig had een verlengd chassis — men had de romp doormidden gezaagd en twintig centimeter lange platen tussengevoegd — en een sterkere Nerva Stella 28 CV achtcilindermotor die zich nu wél op de klassieke plaats bevond: achterin. Als argument daarvoor werd gegeven dat het ongewenst was dat een verkenningstank een grote dode hoek had. De plaats van de chauffeur aan de linkerkant zou uiteindelijk echter niet worden gewijzigd. De ware reden was dat het motorlawaai bij de oorspronkelijke indeling ondragelijk was; daarbij was de gewichtsverdeling ongunstig: door de grote massa vooraan maakte het voertuig bij iedere neerwaartse helling een plotse duik omlaag zodat de commandant met zijn hoofd tegen het torendak sloeg. Over dit alles was al begin 1933 door de Franse Cavalerie geklaagd; op 21 april 1933 zei Renault, met grote tegenzin, toe een verbeterd type te ontwikkelen; de constructie ving aan in september van dat jaar. Renault was echter eigenlijk helemaal niet van plan zo'n voertuig werkelijk in productie te nemen. Op 27 februari 1934 had zijn vertegenwoordiger en neef, François Lehideux, hierover een gesprek met het hoofd van de Franse Cavalerie, generaal Flavigny, waarin hem beleefd, maar ondubbelzinnig, duidelijk werd gemaakt dat Renault zich maar te schikken had naar de wensen van het leger. In ruil hiervoor, mocht hij zich zorgen maken over zijn investeringen, werd hem een bevoorrechte positie, als "hofleverancier" van de Cavalerie, voorgespiegeld.
De snelheid bleek op 21 februari 1934 op 72 km/u te liggen, voor die tijd een verbluffende prestatie. De cavalerieofficieren wezen er echter op dat de Renault Nerva Stella een sportauto was en haar motor een wat delicaat geval. Geadviseerd werd een robuuster busmotor te nemen. Renault verbouwde daarop in maart het, eveneens verlengde, tweede prototype, N° 79760, met een Renault 432 22 CV viercilinderautobusmotor. Dit werd tussen 3 en 11 april getest te Vincennes. Hoewel het voertuig niet veel sneller bleek dan de AMR 33, 64 km/u, was de internationale situatie door de verwachte herbewapening van Duitsland zo dreigend geworden dat op 15 mei 1934 het type goedgekeurd werd; op 17 mei volgde de voorlopige beslissing er honderd van af te nemen; op 3 juli 1934 het contract voor een eerste serie. Daarvan zouden er 92 stuks van de gevechtstank moeten zijn, de Automitrailleuse de Reconnaissance Renault Modèle 35 Type ZT ofwel AMR 35; de acht overige van een commandovoertuig, de Renault ADF 1. De gevechtstanks, die de nummers 87346 - 87437 kregen, zouden weer moeten worden verdeeld over twee varianten, een van twaalf stuks met een 7,5 mm mitrailleuse als bij de AMR 33, alle uitgerust met een ER1 radioset, en een van tachtig exemplaren met een grotere toren met een zware Hotchkiss 13,2 mm mitrailleuse. Van die tachtig laatste zouden er 31 gebouwd moeten worden met een ER1 radioset.
Het zou echter nog even duren voordat het eerste exemplaar geleverd kon worden. Nadat de AMR 33 bij de troep in dienst genomen werd, kwamen er al snel klachten over het loopwerk. Renault had zijn best gedaan dat zo licht mogelijk te houden (bij prototype 79756 bijvoorbeeld bestond de hele ophanging uit twee bladveren met aan de uiteinden een wielas) maar dat ging ten koste van de duurzaamheid. Tijdens het rijden op de weg bogen de elementen al zichtbaar naar buiten; een veeg teken — en inderdaad was de uitval ontstellend hoog doordat ze in het terrein helemaal afbraken. Er moest dus eerst een heel nieuwe ophanging ontwikkeld worden. Renault besloot, nadat een eerste op AMR 33 prototype N°79758 aangebrachte verbeterde ophanging met een geleidewiel dat de grond raakte, verworpen was, twee prototypes van een geheel nieuw systeem te ontwikkelen, die ook op dit voertuig uitgeprobeerd werden. Hij leidde dit af van de Renault R35-ophanging: drie horizontale rubber cilinderblokken (ieder weer bestaande uit vier rubbercilinders, gescheiden door stalen schijven) zorgden voor de vering. Het eerste, de Renault ZB, had net als de R 35 twee paar loopwielen per zijde plus een onafhankelijk geveerd wiel vooraan. Dit werd verworpen door het Franse leger, maar in maart 1936 in een aantal van twaalf besteld door China, waarna het bestuur van de provincie Yunnan er nog eens vier bestelde. Deze werden pas in 1940 geleverd. Het tweede type, de Renault ZT, had maar één paar loopwielen met een apart wiel ervoor en erachter en werd aanvaard.
De nieuwe ophanging werd voor het eerst beproefd op het derde prototype, een voertuig dat in september 1934 nieuw gebouwd werd uit weekijzer. Ook dit had de Renault 432 motor en de eigenaardigheid dat sommige platen niet met klinknagels maar met bouten bevestigd waren, ter snellere demontage. De toren was van het tweede prototype overgenomen en daarmee nog van het AVIS-1 type. Het geleidewiel was nog van de AMR 33-ophanging.

## Beschrijving
De serievoertuigen zouden weer van het derde prototype verschillen: de verticale staalplaten zijn allen met klinknagels op een chassis bevestigd en de motor zou uiteindelijk de Renault 447 worden, een afgeleide van de Renault 441, omdat de Renault 432 slechts een prototype was.
De AMR 35 is, hoewel zelfs voor zijn tijd een klein voertuig, wat groter en vooral langer dan de AMR 33: 3,84 m lang, 1,64 m breed en 1,88 m hoog. Het gewicht ligt beladen op 6,5 ton, onbeladen op zes ton. De verticale pantserplaten hebben een dikte van dertien millimeter, de schuine plaat op de voorkant er een van negen; dak en bodem zijn zes millimeter dik.
De indeling van het voertuig is in zoverre gewijzigd dat de motor naar achteren is verplaatst. De hele achterkant dient als motorcompartiment en de achteruitgang links is verdwenen. De chauffeur zit echter nog steeds links; rechts van hem bevindt zich een, nu verhoogde, luchtinlaat. De toren, de positie van het tweede bemanninglid: de commandant/schutter, bevindt zich iets links van het midden. Er worden twee typen torens gebruikt: de 7,5 mm mitrailleuse versie heeft de AVIS-1, de 13,2 mm-versie de AVIS-2. De 7,5 mm Modèle 1931 Type C heeft een munitievoorraad van 2250 in vijftien magazijnen van 150. Er is ook een reservemachinegeweer aanwezig dat, behalve ter vervanging van een vastgelopen wapen, kan dienen als luchtdoelwapen, te plaatsen op een oprichtbaar affuitje op de toren.
De ophanging bestaat uit vier vrij grote en stevige loopwielen met massief rubberen banden. De middelste twee zijn gepaard in een wielonderstel dat scharend geveerd wordt door een bovenliggend horizontaal rubberen cilinderblok. Daarvoor en achter bevindt zich een identiek loopwiel, ieder onafhankelijk geveerd met cilinderblokken die de tussenliggende ruimte vullen. De rubberen cilinders dienen meteen als schokbrekers. De rupsbanden zijn 22 cm breed en worden ondersteund door vier toprollers; de wielbasis is 148 centimeter. Het waadvermogen is zestig centimeter; het overschrijdingsvermogen 170 centimeter en een helling van 50% kan beklommen worden.
De Renault 447 22 CV vier-cilinder 5881 cc benzinemotor levert een maximaal vermogen van 82 pk bij 2200 toeren per minuut. De officiële maximumsnelheid is 55 km/u (Renault claimde 60 km/u), de gemiddelde snelheid op de weg 40 km/u. Er zijn enkelvoudige drogeschijfremmen en een Amerikaans Clevelanddifferentieel: samen zorgen ze voor een soepele besturing maar beide typen zijn onbetrouwbaar en slijtagegevoelig. Er zijn vier versnellingen voorwaarts en één achteruit. De carburateur is van het Zénith-type; gecombineerd met een Scintilla Vertex-startmagneet kan ook bij vorst elektrisch gestart worden; voor noodgevallen is er een zwengel. Een benzinevoorraad van 130 liter zorgt voor een rijbereik, over goede wegen, van tweehonderd kilometer.
Van de AMR 35's van de 7,5 mm-versie zouden 57 exemplaren — twaalf van de eerste productieserie, vijftien van de tweede en dertig van de derde — uitgerust worden met de ER29 radioset. Ze werden daartoe voorzien van een komvormige pantserbescherming rechts vooraan op de bovenbouw van de romp, maar toen de ER29-sets in 1936 inderdaad beschikbaar kwamen, was de techniek alweer veranderd en werden de bases van de twee meter lange antennes vóór die kom op het rechterspatbord geplaatst. De ER29 was een eenvoudig systeem dat de golflengte tussen vijftien en vijfentwintig meter benutte en een bereik had van vijf kilometer. Het werd bediend door de pelotonscommandant voor communicatie met hogere bevelslagen en was geclassificeerd als een zogenaamde "Type B" uitrusting. In 1939 kregen sommige voertuigen de verbeterde ER29 modèle 1939, met mede een ander antennemodel. Alle AMR 35's waren ontstoord met een ingebouwd draadrail zodat ze in principe van radio's voorzien konden worden; plannen om in 1940 de overige voertuigen met een ER28-set om te bouwen voor communicatie binnen het peloton konden door de nederlaag niet tot uitvoering worden gebracht. In de praktijk hadden zelfs veel pelotonscommandotanks niet hun voorgeschreven ER29.
Tijdens de productie zou het type nog licht gewijzigd worden: zo werd vanaf 27 juni 1937, zoals bij vele Franse pantservoertuigen, de koplampen van het Restor-type vervangen door die van de fabrikant Guicherd. Een andere verandering was dat de achterkant van het linkerspatbord eerst afgerond was maar in 1937 recht werd. Begin 1937 werd ook een versterkt differentieel ingebouwd; alle bestaande voertuigen van de eerste productieserie werden ter ombouw teruggehaald door de fabriek en meteen volledig gereviseerd waarbij vele kleine wijzigingen werden aangebracht. Deze werden meteen standaard ingebouwd bij de tweede en derde productieserie. Daarnaast waren deze series op verschillende kleine punten afwijkend; de belangrijkste wijzigingen betroffen een Synchromesh-versnellingsbak en een versterking van de chassisbalken vooraan het voertuig omdat gebleken was dat de noodzakelijke stijfheid te wensen overliet.

## Productie
Op 17 mei 1934 was men er nog van uitgegaan dat de eerste tien voertuigen in december 1934 geleverd zouden kunnen worden, gevolgd door een levering van 25 per maand en een eindlevering in maart 1935. Dat laatste werd al snel verschoven naar 1 augustus 1935 — maar op die dag moest de levering van de serievoertuigen in feite nog van start gaan. Renault bevond zich in zulke grote financiële problemen dat hij in juni 1935 een tweede order van vijftig weigerde, uit angst dat hij door verzuim een contractuele boete zou moeten betalen. Vrij snel kreeg hij daar spijt van omdat in de zomer van 1935 alle nieuwe tankorders een poosje opgeschort werden: er was bij de regering wat twijfel ontstaan over het nut van tanks in het algemeen. Daarom was hij op 12 december 1935 blij toen hij toch bericht ontving over een tweede, verkleinde, bestelling van dertig, die op 20 april getekend werd. Van die dertig moesten er vijftien zijn van de 7,5 mm versie (N° 95845 - 95859), vijf van de ADF 1 en tweemaal vijf van twee afwijkende tankjagers, de ZT 2 en ZT 3, beide bewapend met een 25 mm antitankkanon. Deze moesten alle geleverd zijn voor 15 december 1936. Op 9 oktober 1936 volgde de ondertekening van het derde en laatste contract, dat zeventig voertuigen betrof: zestig exemplaren van de 7,5 mm-versie, de helft daarvan zonder radio, en vijf ieder van de ZT 2 en ZT 3, alle te leveren voor 7 augustus 1937.
De totale bestellingen bedroegen dus tweehonderd voertuigen: 167 gevechtstanks waarvan 87 van de 7,5 mm-versie en tachtig van de 13,2 mm-versie; dertien ADF 1's, tien ZT 2's en tien ZT 3's.
Renault zou, anders dan bij de AMR 33, slechts de eindassemblage verzorgen: de lege romp zou gefabriceerd worden bij Schneider en de AVIS-2 torens door Batignolles-Châtillon.
In maart 1935 leverde pantserstaalproducent Schneider het karkas van de romp voor het eerste serievoertuig. Op 20 mei 1935 werd dit provisorisch in elkaar gezet en naar Satory gezonden voor beproevingen. Die werden op 24 juni met succes afgesloten waarna een ander voertuig, het derde van de productieserie, op 17 juli naar de STC (Section Technique de Cavalerie) gestuurd werd voor verdere testen. Het voertuig in Satory werd voorzien van een toren en tussen 3 en 7 augustus opnieuw getest, zonder veel problemen. Op 9 augustus blijkt echter dat het voertuig bij de STC niet in staat is een helling van 50% te beklimmen, hoewel dat in Satory wel lukte. Dit is het begin van een hele serie vertragingen. Het leger eiste dat de overbrengingsverhouding van de versnellingsbak gewijzigd werd. Twaalf pas geproduceerde voertuigen werden aldus op 2 september 1935 door de Cavalerie geweigerd. Op 19 oktober kwam het eerste veranderde voertuig gereed en in januari 1936 kon eindelijk de eerste serie van elf ter acceptatie overgedragen worden. Op 22 februari waren er dertig AMR 35's geproduceerd en twintig in aanbouw. Pas op 22 april 1936 werd het type bij de troep in dienst genomen.
Eind juni 1936 waren er 76 tanks geproduceerd, waarvan 41 geleverd; daarvan waren er toen zeven niet inzetbaar door storing. De mechanische problemen leiden ertoe dat in 1937 de fabriekscapaciteit bijna helemaal gebruikt wordt om de 92 tanks van de eerste productieserie (daarvan waren er op 19 november 1937 84 geleverd), weer helemaal te reviseren en modificeren, nadat Renault op 8 april 1937 twee gemodificeerde voertuigen — een met 7,5 mm, de ander met 13,2 mm-bewapening — als "prototypen" had moeten laten beproeven. De problemen blijven echter: in oktober 1937 constateert het Ministerie van Oorlog verbijsterd dat bij zes van de 43 AMR 35's waarvan men het differentieel al vijf keer geheel heeft vervangen, dit weer is stukgegaan.
Vanaf augustus 1937 werden de 75 gevechtstanks van de tweede en derde serie in productie genomen. De eerste vijf daarvan werden pas geleverd tussen 3 en 5 mei 1938, de volgende tien tussen 2 en 3 juni. Op 27 juli zijn er 56 geproduceerd en 34 geleverd. De voorlaatste levering was op 21 november, de laatste vermoedelijk nog voor einde 1938.
Voor Renault was het hele project een grote verliespost gebleken. Op 16 november 1938 smeekte hij de regering van de contractuele boetes geëxonereerd te mogen worden, waarbij hij erop wees dat, afgezien van de differentiëlen, hij al tweemaal alle tandwielen van de versnellingsbakken had vervangen, en eenmaal alle transmissies en voorassen. Op 1 januari 1939 waren van de 200 ZT-voertuigen er maar 129 stuks bij het leger aanwezig: de overige moesten nog omgebouwd worden (de ZT 2 en 3) of waren ter reparatie weer terug bij de fabriek.
Al in de zomer van 1937 werd besloten dat gezien de technische en productieproblemen van de Renaultvoertuigen, toekomstige leveringen van een AMR voor de jaren vanaf 1939 een nieuwe pantserwagen zouden betreffen: de AMR Gendron-SOMUA. De langzame productie was niet alleen de schuld van de fabriek, maar ook van de Franse methode van budgettering. Terwijl bijna alle partijen in de Assemblée Nationale de defensiebegrotingen goedkeurden, was er toch vaak geen geld omdat de minister van financiën vanwege de chronische begrotingsoverschrijdingen het recht had gekregen eigenmachtig zijn goedkeuring aan een bepaalde uitgave te onthouden. De aanschaf van materieel werd zo meestal letterlijk de sluitpost van de begroting.

## Concurrentie
Door de productiemoeilijkheden bij Renault lukte het Citroën een opdracht te verkrijgen voor de ontwikkeling van een prototype voor een alternatieve tank. Deze AMR Citroën P 103 kwam in april 1935 klaar, maar werd afgewezen: hij was wel wat steviger maar met een snelheid van 30 km/u ook veel trager. Het gebruik van een lichte rubberen rupsband met variabele spanning had dit niet weten te voorkomen. Een unieke eigenschap was het vermogen zich op het middelste loopwerkelement te kunnen verheffen om zo gemakkelijker een bocht te kunnen maken. De zes vierdubbele loopwielen aan iedere zijde waren per twee hydraulisch geveerd en het middelste paar was in hoogte verstelbaar. Het zou de laatste keer zijn dat Citroën zich apart met tankontwerp zou bezighouden.

## Versies en Projecten

### Zwaardere bewapening

#### AMR 35 à mitrailleuse 13,2
Van de 167 AMR 35's werd een gedeelte van tachtig in een tweede zwaardere uitvoering geproduceerd, voorzien van een nieuwe Modèle réglementaire AVIS-2 toren met een Hotchkiss 13,2 mm Modèle 1930 mitrailleuse, nadat een voorstel van Renault om de AVIS-1 zo uit te rusten, ook bij de AMR 33's, was afgewezen. In het begin was dit zelfs het meest geproduceerde type: ieder peloton van vijf had vier 13,2 mm-voertuigen en één 7,5 mm-voertuig dat als pelotonscommandotank dienstdeed: vandaar dat die laatste oorspronkelijk alle met een radio bedacht waren. Men hoopte de tank zo een betere bescherming tegen vijandelijke verkenningsvoertuigen te geven — en in theorie waren de meeste potentiële vijandelijke tanks in 1934 kwetsbaar voor zo'n wapen — maar de ballistische eigenschappen van het zwaardere machinegeweer waren niet bijzonder goed, zodat er eigenlijk nog steeds geen serieus pantserdoorborend vermogen mee bereikt werd: de doorslag van de 7,5 mm mitrailleuse was 8 mm staalplaat op 50 meter afstand; de 13,2 mm kon 20 mm doorboren op 500 meter. Men zag daarom vanaf de eerste productieserie van verdere fabricage af: in 1940 zou de verdeling per peloton meestal twee 13,2 mm en drie 7,5 mm-voertuigen zijn; de wat oudere zwaardere voertuigen bevonden zich vaker in de materieelreserve. In de praktijk zouden in 1940 de te lichte 13,2 mm pantserkogels afketsen van het afgeschuinde 8 mm pantser van de Duitse Spähpanzer.
De AVIS-2 toren was een stuk groter en hoger; dat laatste vooral aan de achterkant. Ook deze toren had een enkel groot luik in het dak. De voorste zeshoekige dakplaat liep rechts vooraan, waar het machinegeweer geplaatst was, wat sterker schuin naar beneden dan aan de linkerkant, zodat de toren een asymmetrische scheve vorm kreeg. Ondanks de hoge toren was het namelijk onmogelijk gebleken het wapen normaal te plaatsen omdat het van boven gevoed werd; daarom draaide men het een kwartslag naar links. Het machinegeweer beschikte over 1220 stuks munitie: 740 in 37 magazijnen van twintig en nog eens 480 in dozen. In principe hadden de eerste 31 voertuigen van dit subtype met een radio geleverd moeten worden, maar die werd in feite niet geïnstalleerd. Eind februari 1937 werd besloten dat geen enkel voertuig van de tachtig er een zou ontvangen.

#### Renault ZT2
In 1936 zitten er bij de twee bestellingen ook orders van tweemaal vijf stuks van respectievelijk de Renault ZT2 en de Renault ZT3, beide pogingen om de verkenningseenheden, de Groupes de Reconnaissance de Division d'Infanterie, van de "gemechaniseerde" divisies, de vijf Divisions d'Infanterie Mécaniques, een zekere antitankcapaciteit te geven. Op 22 juli 1936 werd besloten ieder GRDI vier 25 mm-voertuigen te geven, twee daarvan een tank, twee of een simpeler tank of een gemechaniseerd geschut. De ZT2 is echter ook in beeld als aanvulling van de AMR 35's in de cavalerie-eskadrons.
De Renault ZT2 is een AMR 35 voorzien van een achthoekige gelaste APX 5 koepel met verkort 25 mm antitankkanon en een gewicht van 650 kilogram, ondanks de naam gemaakt door het Atelier de Rueil. Het plan hiervoor werd opgesteld in juni 1935. De APX 5 zou ook toegepast moeten worden bij twee pantserwagens: de AM 39 en de koloniale versie van de AMD 35 (de Panhard 178). Op 12 december 1935 kreeg Renault al opdracht een prototype te fabriceren, het chassis te nemen uit de eerste order van honderd, maar dit zou weer geannuleerd worden toen de tweede bestelling gedaan werd. Op 27 oktober 1937 schatte de fabriek in dat de ZT2's samen met de tweede productieserie gefabriceerd zouden kunnen worden en op 14 januari dacht men ze voor eind juni 1938 klaar te hebben. Misschien dat dit inderdaad gelukt is voor de eerste vijf, N° 95860 - 95864. De laatste vijf, N° M 3031 - M 3035, zouden pas in december 1938 geassembleerd worden. Dit gold echter alleen de rompen: begin 1939 had men nog geen enkele toren. Het eerste houten model daarvan was pas op 13 juli 1938 gereed gekomen. De tien voertuigen werden door de vertragingen in de leverantie van de toren pas eind 1939 of begin 1940 afgebouwd na het begin van de oorlog. Van de voorlopig geplande 256 APX 5's zouden er maar vijftien geproduceerd worden.
De ZT2 had een 7,5 mm mitrailleuse als secundaire bewapening, eenzelfde wapen in reserve en volgens voorschrift een munitievoorraad van vijftig granaten en 2250 kogels. De toren had een groot dakluik en in het facet dat rechts naar achteren gericht was nog een extra luik. De romp was vrijwel identiek aan die van de "ZT1". Het lag in de bedoeling de helft van de ZT2's een radioset te geven maar het is de vraag of dat ooit gebeurd is.

#### Renault ZT3
De Renault ZT3 is een gemechaniseerd geschut, een tankjager met een 25 mm antitankkanon in kazematopbouw. Het doorslagvermogen van dit kanon was 40 mm pantserstaal op 500 meter afstand.
De ontwikkeling van de ZT3 lag parallel aan die van de ZT2 met een principebesluit ertoe in juni 1935 en een opdracht aan Renault voor een prototype op 12 december. In dit geval behoefde men echter niet te wachten op een toren: Renault krijgt de aanwijzing een weekijzeren opbouw te maken en het chassis te verzenden naar Rueil voor inbouw van een kanon en het aanbrengen van een door APX gegoten commandokoepeltje. Renault gebruikte hiervoor het oude derde prototype van de AMR 35. APX gaf op 6 april 1936 — het plan voor een enkel prototype is dan al van de baan — aan vijf voertuigen klaar te willen hebben voor de manoeuvres van september 1936. Dat was wat optimistisch, vooral gegeven het feit dat men zelf de tekeningen voor de opbouw nog niet naar Renault had gezonden. Op 26 oktober berichtte onderaannemer Schneider dat de vijf karkassen niet voor eind april 1937 geleverd konden worden — de bouwtekeningen waren nog steeds niet binnen. Op 27 oktober 1937 — de rompen naderen bij Schneider hun voltooiing — eiste APX dat tussen 15 en 20 november eerst een "prototype" (niet dat van 1935) ter goedkeuring werd verzonden. Op 26 april 1938 besliste APX dat het project doorgang kon vinden en dat berichtte men op 5 mei aan Schneider.
Ondertussen was tussen Renault en de regering een hele strijd ontstaan, die duurde tussen april 1936 en juli 1937, over wie het kleine gietstalen commandokoepeltje mocht leveren. Uiteindelijk zou dat Batignolles-Châtillon worden. Pas op 13 juni 1938 assembleerde Renault het eerste serievoertuig (uit de reeks N° 95865 - 95869), dat toen weer naar Rueil moest ter inbouw van het kanon. Op 9 december is het klaar en kan Renault beginnen aan de fabricage van de laatste negen voertuigen (ook de reeks M 3036 - M 3040) van de tweehonderd Renault ZT's: het tweede karkas was op 31 oktober door Schneider geleverd. De levering zal tot in 1939 uitgelopen zijn; op 2 september 1939 waren alle GRDI's wat betreft dit materieel op sterkte.
Bij de ZT3 was de opbouw iets verhoogd en de zijkanten afgeschuind. Middenop stond het draaibare gietstalen observatiekoepeltje voor de commandant; daarvoor liep een dakplaat schuin af naar de plaats waar rechts van de bestuurder het 25 mm kanon ingebouwd was met links ervan een co-axiale 7,5 mm mitrailleuse. Er waren tachtig granaten en 1200 kogels voorradig maar geen reservemachinegeweer. De ruimte voor het derde bemanningslid, de schutter/lader, moet erg beperkt geweest zijn en kruitdampen zullen na ieder schot het kleine gevechtscompartiment snel gevuld hebben. Boven zijn hoofd was een verhoogd ventilatierooster. De lage positie van het kanon maakten het erg geschikt voor hinderlagen.

### Radioverbindingsvoertuigen

#### Renault ADF 1
Van de AMR 35 werden twee aparte commandovoertuigen afgeleid: de eerste was de AMR 35 ADF 1, een commandotank voor de directe begeleiding van de andere AMR 35's.
In 1933 vatte de STC het plan op om ieder tankeskadron te voorzien van een commandotank, zonder hoofdbewapening, maar met krachtiger radioapparatuur, die van de buitenkant bekeken identiek moest zijn aan de normale gevechtstanks, zodat het geen speciaal doelwit voor de vijand zou worden. Op 15 juni 1934 werd Renault gecontacteerd om zulk een voertuig te bouwen voor de AMR 35-serie. Eerst ging men uit van een enkel exemplaar te leveren voor 1 februari 1935, op 15 oktober 1934 was er al sprake van een tweede en uiteindelijk werden er in 1934 acht besteld, N° 87438 - 87445, (ze maakten de order rond tot 100). Later werd het aantal verhoogd tot dertien: de tweede bestelling (in 1936) behelsde ook vijf ADF 1's, N° 95870 - 95874.
Het type zou niet voorzien zijn van een draaibare toren: er was een vast aan de romp verbonden kazematopbouw die een gelijkenis had met de AVIS-2-toren, hoewel zonder de asymmetrie. Aan de voorkant daarvan was een kleine mantelwieg aangebracht voor een machinegeweer, maar die vormde geen vaste uitrusting: een draagbare FM 24-29 die in het voertuig aanwezig was, kon er in geval van nood ter verdediging in gestoken worden. De poging om op een normale AMR 35 te lijken werd vanaf 1936 bedorven doordat er in plaats van twee verticale antennes een enorm vierkant antenneframe op de opbouw geplaatst moest worden. Omdat er een grotere ruimte nodig was om een derde bemanningslid, de radioseiner, te plaatsen, werd de versnellingsbak naar de neus verplaatst. Het type heette bij Renault dan ook eerst ZT avec boîte à l'avant; pas in 1936 werd de code ADF 1 gebruikt, die overigens geen verdere betekenis heeft.
Doordat steeds de specificaties voor de gewenste radioapparatuur gewijzigd werden, kon de fabricage pas van start gaan op 14 juni 1938. De eerste twee voertuigen werden op 1 en 2 augustus afgeleverd te Satory. Daarna bouwde het Leger de radio's in; in het voorjaar van 1939 was dit proces beëindigd. Een van de voertuigen had twee ER 29's zoals gespecificeerd op 12 december 1935; de anderen een combinatie van ER26 ter (en antenneframe) en ER 29.
Op 10 mei 1940 zijn zes ADF 1's in dienst bij de 1e en 2e DLM, één voertuig voor elk AMR 35-eskadron; één wordt gebruikt door de rijschool te Saumur en zes zijn er in de materieelreserve, nadat plannen om de 3e DLM met de AMR 35 uit te rusten zijn afgeblazen.

#### Renault YS
Het tweede commandovoertuig was een rupsvoertuig dat als rijdende commandopost en radioverbindingsvoertuig kon dienen voor de hogere officieren.
Twee prototypen, in 1933 geleverd volgens de specificaties van 9 januari 1931 voor een Type M, hadden nog de ophanging van de AMR 33. Generaal Darius Bloch, hoofd van de technische sectie van het opperbevel, oordeelde er in september 1933 zeer gunstig over en vroeg tijdens een zitting van de Conseil Consultatif de l'Armement in januari 1934 dat er een dozijn van aangeschaft zou worden. Op 10 april 1934 werd een order getekend voor tien voitures de reconnaissance tous terrain blindés; de ongewone term "verkenningsterreinpantservoertuigen" was opzettelijk gekozen om te verhullen dat het om commandovoertuigen ging. Bij Renault zelf stond het type bekend als de Renault YS. De voertuigen moesten voor 31 december 1934 geleverd zijn. Om toekomstige teleurstelling te voorkomen had Renault al laten vastleggen dat de serievoertuigen, door het gebruiken van het steviger maar zwaarder AMR 35-chassis, wat minder gunstige eigenschappen zouden hebben dan het prototype: een maximumsnelheid van 55 in plaats van 66 km/u; een gemiddelde wegsnelheid van 35, niet 40 km/u en een gewicht dat toe zou nemen van 3,5 naar 4,3 ton. Het leger had dan weer bedongen dat de toegankelijkheid goed moest zijn met twee luiken vooraan, één in het dak en één aan de achterkant.
De voertuigen, nummers 84252 - 84261, werden in feite pas tussen 14 en 16 december 1937 geleverd, nadat ze tussen 1 september en 22 november 1937 bij de Commission de Vincennes getest waren. De vertraging van drie jaar was niet helemaal aan Renault te wijten. Het bleek dat de verschillende legeronderdelen waarvoor de Renault YS bestemd was, alle aparte wensen hadden over de te installeren combinaties van (korte en middellange) radioapparatuur; en die laatste moesten weer ten dele nog ontwikkeld worden — de eerste specificaties kwamen pas in juni 1935 — en daarna moest het voertuig weer speciaal voor iedere combinatie ontstoord worden. Voor deze proefnemingen werden de twee prototypes weer gebruikt, nu omgebouwd met de AMR 35-ophanging.
De verdeling was als volgt: de Cavalerie kreeg vier voertuigen (oorspronkelijk was men uitgegaan van zes) met de zogenaamde "Type C"-uitrusting: een combinatie van de ER26 ter en de ER29. Twee werden toegewezen aan de 2e en 3e GAM elk. Vier gingen naar de Infanterie. Daarvan weer hadden er twee de "Type G"-uitrusting: een combinatie van de ER51 modèle 1935 en de R15 (een set waarmee alleen ontvangen kon worden). Deze type chars-voertuigen, voor tankeenheden dus, gingen naar het 507e en 510e Régiment de Chars de Combat. Twee anderen hadden de "Type E"-uitrusting met een combinatie van de ER 26 ter en de R15; deze werden toegewezen aan de gemechaniseerde infanterie, het 5e en 17e BCP (Bataillon de Chasseurs Portés). Twee Type E-voertuigen gingen ook naar het wapen der Artillerie (1er en 42e Régiment Artillerie).
De versies verschilden uiterlijk van elkaar wat betreft de antennes of antenneframes (in het geval van de ER51). Het type als geheel had een sterk veranderde indeling in vergelijking met de AMR 35 doordat in de verhoogde neus en opbouw de motor voorin zat, de chauffeur rechts, de voertuigcommandant links en twee radioseiners achterin. Bij de artillerie was er maar één seiner en in plaats daarvan meer uitrusting. De radioruimte achterin was te bereiken via een hoog dubbelluik aan de achterzijde. Aan de linkerbuitenkant bevond zich een enorme uitlaatpijp. Het onbeladen gewicht bleek in feite 5950 kg te bedragen; daar kwam met de bemanning, brandstof, generator, radioapparatuur, voeding en accu's nog een anderhalve ton bovenop. Ondanks een tweede benzinetank daalde het rijbereik naar 150 kilometer en de commissie voorspelde al dat, aangezien het gewicht een honderdtal kilo's hoger lag dan wat Renault als absoluut maximum voor het chassis had aangegeven, de betrouwbaarheid wel gering zou zijn. Inderdaad zouden de assen van de loopwielen het regelmatig begeven.

#### Renault YS 2
Er werd door Renault voor de artillerie ook een prototype ontwikkeld van een van de YS afgeleid artillerieobservatievoertuig dat een geavanceerde telemetrische optiek bezat: de  voiture blindée tous terrains d'observation d'artillerie ofwel Renault YS 2. Het besluit hiertoe werd vastgesteld op 20 juli 1936; op 11 augustus contacteert men Renault of die niet een houten maquette op ware grootte kan bouwen van een voertuig dat plaats kan bieden aan een ER26 ter en R14 radioset, ruimte heeft voor een grote hoeveelheid telefoonkabelverbindingen en bovenop een optische afstandsmeter met een basis van 160 centimeter kan herbergen. Het ontwerpbureau van Renault schat dat zo'n maquete voor 6500 frank gemaakt kan worden, wat financiel niet heel interessant is; daarom doet men op 21 september het tegenvoorstel om binnen twee maanden voor 195.000 frank een van de oude YS-prototypes om te bouwen, naast een houten maquette voor 9500 frank. Het ministerie ging hier echter niet op in en bestelde op 12 oktober alleen het houten model.
Op 5 november besloot Jean Restany, hoofd van het ontwerpbureau van Renault, om toch maar een YS-prototype te gebruiken voor ombouw. Op 26 januari 1937 ontving men de afstandsmeter maar die bleek met 160 centimeter simpelweg te breed voor een chassis met zelf een breedte van maar zo'n 170 centimeter, hoewel men eerst een poging deed het geheel toch in een houten toren te herbergen. Op 2 april kwam een commissie van artillerieofficieren op bezoek en die stelden voor de kleinere afstandsmeter die voor machinegeweren gebruikt werd, met een basis van 125 centimeter, in te bouwen in een halfbolvormige stalen toren, die in het midden voorin ook een binoculaire verrekijker had; aan de zijkanten en de achterkant waren binoculaire diascopen. Op 22 juni bood Renault aan dit voertuig alsnog te verkopen voor een vriendschapsprijsje van 150.000 frank (maquette inbegrepen). Op 31 juli verklaarde het Leger zich in principe akkoord; het contract zou op 7 oktober ondertekend worden.
Het voertuig, N° 58993, was al op 8 augustus verzonden en wordt voor beproevingen ingedeeld bij het 309e RATTT (Régiment d'Artillerie de Tracteurs Tous Terrains). Hoewel het Atelier de Rueil in het voorjaar van 1938 nog een studie begint naar een verbeterde toren, komt het niet tot verdere bestellingen, hoewel de Artillerie in principe van plan blijft een fors aantal observatievoertuigen aan te schaffen. De YS 2 beschouwde men als tamelijk middelmatig van kwaliteit. Het prototype, hoewel van weekijzer, neemt in 1940 deel aan de gevechten, bij het 71e RA van de 2e DLM. Volgens sommige bronnen is het daarna nog door de Duitsers ingezet.

### Renault ZT4
Op 9 oktober 1936 werden er, na het mislukken van het Char D3-project, 21 exemplaren besteld van de Renault ZT4; later werd de bestelling vergroot tot 55. De ZT4 kwam voort uit de wens de AMR 35 de oude FT 17's te laten vervangen die in de koloniën dienstdeden en die eigenlijk zeer slecht geschikt waren voor politietaken en verre patrouilles. Een probleem daarbij was dat men aldaar nog steeds de oude Hotchkiss 7,92 mm mitrailleuse gebruikte, terwijl het moederland al overgegaan was op de 7,5 mm Reibel. Men zou daarvoor natuurlijk een aparte mantel voor de toren hebben kunnen ontwikkelen, maar bedacht een goedkopere oplossing: de koloniën moesten er bij zes exemplaren maar de oude mitrailleusetorens van de FT 17's opzetten. In die lijn verder redenerend besloot men ook twaalf exemplaren met de FT 17 37 mm-toren uit te rusten. De eerste bestelling, bedoeld voor Indo-China, betrof dus grotendeels alleen de rompen: slechts van drie exemplaren werd achteraf in 1937 bepaald dat ze van de AVIS-1 voorzien moesten worden. De voertuigen zouden allen een radioset krijgen en verder een verbeterde koeling.
De eerste order, N° 6693 - 66953, zou geleverd worden tussen april en 9 juli 1937. Dat jaar wordt de bestelling met drie (alle AVIS-1) uitgebreid tot 24.
De koloniale troepen vonden het aanbrengen van een FT 17-toren echter een wat ingewikkelde zaak — en waren daarbij van plan zo veel mogelijk oude tanks in dienst te houden. Kon de modificatie niet in het moederland plaatsvinden? Maar daar waren alle beschikbare FT 17's al met de nieuwe mitrailleuse omgebouwd. In mei 1938 probeerde Renault wel een 37 mm-toren uit; duidelijke signalen van het koloniaal bestuur bleven echter uit. Geen enkele autoriteit doorbrak de patstelling en vier jaar lang onthield het ministerie van financiën de goedkeuring. Renault onderhandelde in 1938 al met Brazilië om de voertuigen desnoods daar af te zetten. In de herfst van 1938 werd wel een derde bestelling gedaan van 31 voertuigen met de AVIS-1 toren.
In 1940 echter noopte de oorlogstoestand tot ruimhartigheid: de productie kwam in februari op gang met drie stuks, bereikte een totaal van negen in maart en een piek van 15 in april; zelfs in mei werden er 13 geproduceerd. Maar dat waren alleen maar rompen: nog steeds was het probleem van de torens niet opgelost en werd er dus geen geld voor ter beschikking gesteld. Eind mei kwam de opdracht om ieder pantservoertuig van noodbewapening te voorzien en naar het front te sturen. De meeste veertig ZT4's zouden de fabriek echter niet verlaten ondanks een plan ze als tankjager met 25 mm kanon om te bouwen; sommige zijn echter met geïmproviseerd machinegweer naar het front gestuurd. Misschien dat er in juni nog een zeven rompen extra zijn geproduceerd.
De ZT4's verschilden van de ZT1's door de aanwezigheid van ventilatieroosters aan de zijkanten en door een sterk veranderde achterkant, zonder bergkast, met een ander achterlicht en verkorte uitlaatpijp en behuizing van de versnellingsbak.
De totale productie van ZT gevechtsvoertuigen was dus 187.

### Luchtmobiele tank
Het Franse leger voorzag in 1936, voor het geval het tot oorlog zou komen, het uitvoeren van luchtlandingsoperaties in het achterland of op de flanken (i.c. Nederland en Zwitserland) van de vijand. Om de luchtlandingstroepen de nodige vuursteun te geven, wilde men op veroverde vliegvelden tanks laten landen; dat het vervoer van tanks door de lucht mogelijk was, hadden experimenten in de VS en USSR al bewezen. Uit een notitie aan de 1er Direction (de Section des Chars de Combat van de Direction de l'Infanterie), gedateerd 18 mei 1936, blijkt dat Renault een studie had uitgevoerd naar de technische haalbaarheid van zo'n plan. Het onderzoeksbureau van Renault stelde op 26 mei voor een nieuw tanktype te ontwikkelen op basis van de Renault ZT. Om gewicht te besparen wilde men zo veel mogelijk lichte legeringen gebruiken, mangaanstaal of aluminium. Verdere besparingen konden verkregen worden door het vervangen van het chassis met klinknagelbevestiging door een gietstalen (romp) en gelast (koepel) pantser, door het toepassen van het principe van afgeschuind pantser en door de revolutionaire koepelvormige toren die men al voor het Char G1-project ontwikkelde, waarbij een affuit op de bodem het gewicht van de bewapening droeg. Zo hoopte men het gewicht terug te brengen tot 5020 kilo bij een maximum bepantsering van dertien millimeter of 5400 kilo indien het leger een hogere beschermingsgraad van twintig millimeter wenste. Het voertuig zou niet hoger zijn dan 180 centimeter; door een vrij grote toren met een doorsnee van 136 centimeter kon een 37 mm kanon en 7,5 mm mitrailleuse geplaatst worden samen met honderd granaten en drieduizend kogels. Het grotere kanon was nodig voor het afschieten van brisantgranaten. De bemanning zou beperkt blijven tot twee.
Echte grote vrachtvliegtuigen, met een ruim waar een tank ingereden kon worden, bezat Frankrijk echter niet. Renault stelde daarom voor een stuk bodem van de romp van de driemotorige Bloch MB 300 bommenwerper te vervangen door een neerlaatbaar platform waar men de Char Légère transportable per avion op kon rijden; het geheel kon dan met kabels opgehesen worden tot het platform weer een geheel vormde met de romp. Het type is niet geproduceerd.

## Operationele Geschiedenis

### Slagorde
De 307 beschikbare AMR gevechtsvoertuigen — 120 AMR 33's, 167 AMR 35's, 10 ZT2's, 10 ZT3's — werden alleen gebruikt bij de eenheden der Cavalerie.
Begin jaren dertig had Frankrijk vijf mobilisabele cavaleriedivisies, elk een allegaartje van bereden cavalerie, motoren, vrachtwagens, pantserwagens en half-tracks waaraan in 1934 ook een eskadron van vijftien AMR's werd toegewezen; de 4e DC kreeg er echter veertig, voor een totaal van honderd.
In 1935 werden er plannen opgesteld om in geval van oorlog een pantserdivisie — de eerste van Frankrijk — te mobiliseren op basis van de 4e cavaleriedivisie. Zij moest beschikken over zes eskadrons met ieder twintig AMR's: in totaal de 120 AMR 33 voertuigen die binnenkort beschikbaar zouden zijn en de enige tanks waar de hypothetische divisie mee uitgerust was. De slagkracht was dus gering. De drie eerste Duitse pantserdivisies van hetzelfde jaar waren met de Panzerkampfwagen I trouwens niet beter uitgerust.
In 1936 en 1937 kwamen er echter twee werkelijke pantserdivisies, de Divisions Légères Mécaniques ("Gemechaniseerde Lichte Divisies") die ten gevolge van de steeds versnellende productie van nieuwere tankmodellen veel sterker waren. Beide zouden oorspronkelijk voorzien worden van ieder zeven eskadrons AMR: vier in hun tankbrigade, Brigade de Combat (twee in ieder RRC, Regiment de Réconnaissance et Combat) en drie in hun gemechaniseerd infanterieregiment, RDP (Régiment de Dragons Portés). Omdat ieder eskadron een sterkte had van twintig: vier pelotons van vijf, was er behoefte aan 280 voertuigen. Het leek dus noodzakelijk om ook AMR 33's in de DLM's te gebruiken en er scheen het vooruitzicht te zijn op verdere AMR 35-productie. In feite werden in het begin inderdaad ook enkele AMR 33's door de pantserdivisies in de sterkte opgenomen en omgekeerd vonden enkele AMR 35's hun weg naar eenheden buiten de DLM's. Bij de algemene revisie van 1937 werden al die voertuigen naar de Renaultfabriek in Billancourt teruggehaald en daarna exclusief aan de DLM's toebedeeld. Het betrof toen twee exemplaren bij de 6e GAM, vier bij de 7e Chasseurs, twee bij de 3e GAM, twee bij de 9e Dragons en drie bij de 1re BLM (Brigade Légère Mécanique). Behalve die dertien voertuigen is uit fotografisch materiaal bekend dat er bijvoorbeeld ook een AMR 35 bij de 2e GAM gebruikt werd. Men hield zich in het begin dus niet aan een strikte scheiding tussen de twee typen en in de documenten wordt vaak alleen "AMR Renault" vermeld, zonder verdere typeaanduiding.
In 1936 werd echter besloten de productie van de Hotchkiss H35, eerst volledig bestemd voor de Infanterie, grotendeels de Cavalerie ten goede te laten komen. De Hotchkisstanks ging men bij de Cavalerie ook AMR noemen; ze maakten het mogelijk de verouderd geachte AMR 33's naar de overblijvende DC's te delegeren en de rol van de AMR 35 te beperken tot infanterieondersteuning binnen de RDP. Van dat laatste type zijn er dus maar zes eskadrons (waarvan vier actief) of 132 voertuigen nodig: verdere productie is dus (tot opluchting van de Cavalerie) overbodig en er zijn zelfs AMR 35's over om er twee eskadrons van de 1re DC mee uit te rusten, in plaats van de AMR 33. Die laatsten waren ook bedoeld om uiteindelijk weer doorgeschoven te worden naar een geplande 3e DLM, dat er echter in feite niet mee uitgerust zou worden: bij de mobilisatie van september 1939 in het kader van het uitbreken van de Tweede Wereldoorlog zou het reserve-eskadron van 1e DC uitgerust worden met de Hotchkiss H35 en de AMR 35's daarvan werden ten dele verdeeld over de overige zeven eskadrons — twee reservetanks voor elk — en de zes overige toegevoegd aan de materieelreserve. Bij een reorganisatie eind 1939 zouden de voertuigen van 1e DC weer overgenomen worden door de 1re Division Légère de Cavalerie.
Op 10 mei 1940, het begin van de Slag om Frankrijk, waren de AMR's als volgt ingedeeld:
- Bij de pantserdivisies der Cavalerie beschikte zowel de 1e Division Légère Mécanique als de 2e DLM over drie eskadrons van 22; iedere divisie dus over 66 AMR 35's, tezamen 132.
- Bij de lichte divisies — in feite het bereden gedeelte van de drie oude cavaleriedivisies uitgesmeerd over vijf eenheden, zo veel mogelijk aangevuld met voertuigen — hadden de 1e, 2e, 3e, 4e en 5e Division Légère de Cavalerie een organieke sterkte van twee gemengde eskadrons van ieder tien AMR's en tien motoren plus twee reservetanks en een commandotank; in totaal 23. De 5e DLC had echter drie reservetanks meer voor een sterkte van 26. De feitelijke sterkte verschilde hier weer van: 1re DLC had 22 AMR 35's; 2e DLC beschikte over 22 AMR 33's, 3e DLC over twintig, 4e DLC over 23 en 5e DLC had er 26. Tezamen 113 voertuigen: 91 AMR 33's en 22 AMR 35's.
- Bij de gemotoriseerde infanteriedivisies der cavalerie beschikten de 1e, 3e, 9e, 15e en 25e Division d'Infanterie Mécanique over één Groupe de Reconnaissance de Division d'Infanterie met een eskadron van twintig AMR's, tezamen 100; deze functie werd echter in feite voornamelijk vervuld door een half-track, de AMC Schneider P 16, met uitzondering van de tweemaal tien ZT 2 en 3's.
- Elf AMR's werden gebruikt door de rijschool te Saumur: zes AMR 33's en vijf AMR 35's.
- De staten van de materieelreserve, de ERG (Établissement de Réserve Générale), gaven 37 AMR's aan: 29 AMR 33's en acht AMR 35's

Van de 307 voertuigen waren er dus 265 bij de gevechtseenheden ingedeeld. Dat liet weinig ruimte over voor enige materieelreserve, maar de toedeling was niet gelijk aan de organieke sterkte: ieder onderdeel had ook zijn eigen materieelreserve. Overigens betekent dat niet dat er gevaar bestaat voor een systematische fout bij de vergelijking met Duitse eenheden, want de Duitse tankproductie schoot zo ernstig tekort dat de Panzerdivisionen überhaupt geen materieelreserve hadden.
De gebruikte benamingen leiden vaak tot grote verwarring. De aanduiding "licht" betekent niet dat het gebruikte materieel een geringe gevechtskracht had: het is een synoniem voor "mobiel". Een DIM héétte wel "gemechaniseerd" maar was dat met in totaal twintig rupsvoertuigen nauwelijks: het was in feite een gemotoriseerde divisie, niet te vergelijken met huidige gemechaniseerde infanteriedivisies die in feite pantserdivisies zijn. Net als de Cavalerie beschikte het wapen der Infanterie over zijn eigen pantser- en (soms gemotoriseerde) infanteriedivisies. Verwarrend genoeg waren er dus infanteriedivisies der Cavalerie en pantserdivisies der Infanterie. Een apart Tankwapen had Frankrijk niet.

### Inzet
De eenheden der cavalerie voerden in mei 1940 zeer zware gevechten, waarbij ze vrijwel volledig werden vernietigd. De AMR's bleken daarbij van weinig nut te zijn. Een taak als verkenningsvoertuig die de naam suggereert, had het type nooit gehad — en kon het materieel ook niet uitvoeren omdat het grotendeels geen radio bezat: reconnaissance betekende in het jargon van de Franse Cavalerie het vormen van een voorste linie die het eerste gevechtscontact met de vijand moest maken. Ook deze functie echter had het type al in 1936 verloren. Men gebruikte het daarna om de gemotoriseerde infanterie (de Dragons Portés) te begeleiden en directe vuursteun te geven, wat hard nodig was omdat de pantserwagens die men als pantserinfanterievoertuig gebruikte zelf geen bewapening hadden. Het merendeel der AMR 33 of 35's had echter geen effectief pantserdoorborend wapen en was dus vrijwel waardeloos als veiligheidsscherm bij schermutselingen met de Duitse Spähpanzer waarvan de meeste een 20 mm snelvuurkanon hadden dat het 13 mm pantser van de AMR's op korte afstand kon doorboren. De verkenningstaak werd vervuld door een AMD (Automitrailleuse de Découverte), meestal een pantserwagen, de Panhard 178, die wél radio en antitankkanon bezat.
De meeste AMR's vielen echter niet ten gevolge van vijandelijke handelingen uit maar door hun eigen loopwerk. De sterke motoren waren weliswaar op zich betrouwbaar maar de hogere snelheid die ze mogelijk maakten, leidde tot een enorme slijtage — die neemt toe met het kwadraat van de snelheid. De vering van de meeste AMR 33's was daarbij nooit gemoderniseerd.
Na 1940 nam het Duitse leger een aantal buitgemaakte AMR's in dienst: de AMR 33 als Panzerspähwagen VM 701 (f), de AMR 35 als Panzerspähwagen ZT 702 (f) en de Renault YS als Panzerkampfwagen 770 (f) YS. Het lijkt erop dat deze voertuigen vrijwel alleen in Frankrijk zelf gebruikt zijn en dat de AMR 33's al snel werden afgedankt. Sommige bronnen vermelden dat de Duitsers het 20 mm snelvuurkanon inbouwden. Een aantal AMR 35's of ZT4's is al vrij vroeg omgebouwd tot gemechaniseerde artillerie, namelijk tot mortierdrager, toen ze werden voorzien van de schwerer Granatwerfer 84, een 81 mm mortier, in open kazematopbouw. Sommige ZT 4's werden ook alsnog van een AVIS-1-toren voorzien en door de Duitsers gebruikt; drie werden er in mei 1945 nog door het Rode Leger aangetroffen in Praag; ze waren door het Tsjechische verzet veroverd.
In het tankmuseum van Saumur staat nog een AMR 33; AMR 35's bestaan voor zover bekend niet meer.